# NGC 147
NGC 147 (tên gọi khác là DDO3 và Caldwell 17) là một thiên hà lùn magellan hình cầu nằm trong chòm sao Thiên Hậu. Nó là thành viên của nhóm Địa phương và là thiên hà vệ tinh của thiên hà Tiên Nữ (Messier 31). Nó tạo thành một cặp  với thiên hà lân cận tên là NGC 185, một thiên hà vệ tinh khác của thiên hà Tiên Nữ. Tháng 9 năm 1829, thiên hà này được nhà thiên văn học người Anh John Herschel phát hiện. Khi quan sát, nó mờ hơn và to hơn NGC 185 (và vì vậy nó có độ sáng bề mặt thấp). Điều này nghĩa là NGC 147 khó quan sát hơn NGC 185 khi nhìn bằng một kính viễn vọng nhỏ. Trong cuốn sổ tay Webb Society Deep-Sky Observer's Handbook, NGC 147 được mô tả là: "Rộng, hơi mờ, tròn một cách bất thường, cái nhân ở giữa của nó sáng.".
Nhận định NGC 147 nằm trong nhóm Địa phương được chứng minh bởi nhà thiên văn học người Đức Walter Baade khi ông đã phân tích thiên hà này thành từng ngôi sao một với một kính viễn vọng có kích thước 100 inch tại núi Wilson, gần Los Angeles.

## Đặc điểm
Một cuộc khảo sát các ngôi sao gần không lồ sáng nhất trong bán 2' tính từ tâm NGC 147 cho thấy sự hình thành sao đạt đỉnh cao trước đây 3 giga năm. NGC 147 có rất nhiều ngôi sao già.